# Ville Ritola
Vilho ("Ville") Eino Ritola, född 18 januari 1896 i Peräseinäjoki, död 24 april 1982 i Helsingfors, var en finländsk friidrottare med specialinriktning på långdistans. Ritola vann under 1920-talet totalt åtta olympiska medaljer, varav fem guld. Internationellt var han känd som en av "de flygande finländarna".

## Biografi
Ritola föddes i Peräseinäjoki 1896, som den fjortonde i en syskonskara på tjugo. Som sjuttonåring emigrerade han till USA 1913, men behöll sitt finländska medborgarskap.
Vid OS i Paris 1924 vann Ritola 3000 meter hinder i sitt första försök på distansen. Några dagar senare tog han även hem 10 000 meter överlägset före svensken Edvin Wide. Ritola hade här tiden 30.23,2, vilket var nytt världsrekord. Under samma mästerskap kasserade Ritola in två lagguldmedaljer, dels på 3 000 meter, dels i terränglöpning. Dessutom fick han silver i terränglöpning individuellt och på 5 000 meter. Med fyra guld och två silver var Ritola onekligen en av Parisolympiadens största utövare.
Fyra år senare, i Amsterdam, var Ritola tillbaka och tog guld på 5 000 meter efter att ha besegrat landsmannen Paavo Nurmi. På 10 000 meter fick han dock som försvarande mästare nöja sig med silvermedaljen.
Ritola deltog aldrig i några finländska mästerskap i friidrott. Däremot blev han amerikansk mästare (i organisationen AAU) inte mindre än 14 gånger, på distanser både på bana, på landsväg och i terräng.
Ritola lade löparskorna på hyllan efter de olympiska spelen 1928. Han bodde sedan i USA fram till 1971, då han flyttade tillbaka till Finland. Han avled vid en ålder av 86 år i Helsingfors 1982.

## Personliga rekord
- 3000 meter: 8.31,8 (inomhus) (1923)
- 5000 meter: 14.23,2 (inomhus) (1925)
- 10 000 meter: 30.19,4 (1928)
- 3000 meter hinder: 9.33,6 (1924)

## Kuriosa
Sportjournalisten och tecknaren Jan-Erik Garlands pseudonym Rit-Ola härstammar från löparen Ville Ritola.

## Utmärkelsetecken
- Riddartecknet av Finlands Vita Ros’ orden[1]

[Redigera Wikidata]